# 邁迪格省

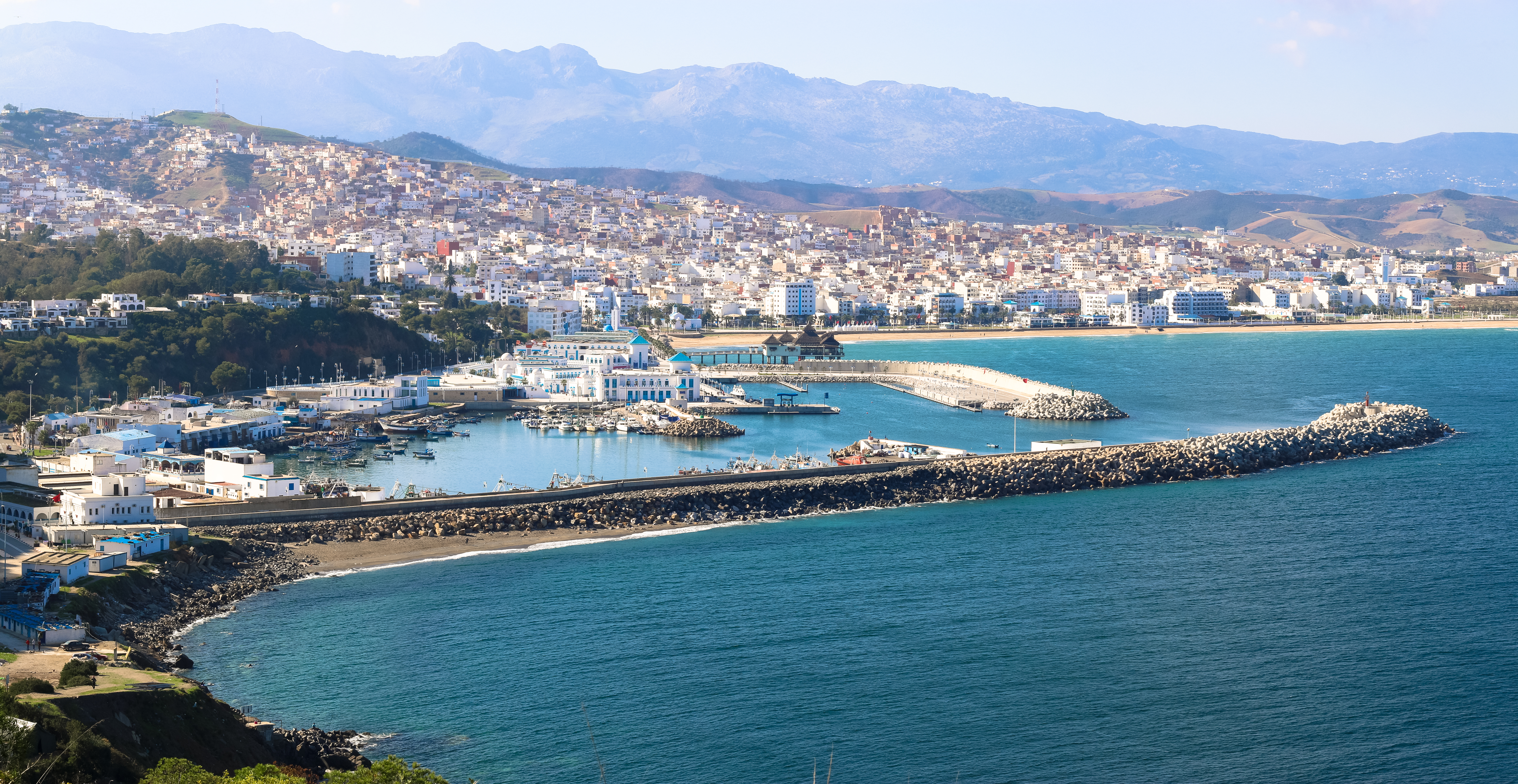

35°42′N 5°24′W / 35.7°N 5.4°W
邁迪格省（阿拉伯语：‎），(阿拉伯语：‎)是摩洛哥的省份，位於該國北部，由丹吉爾-得土安-胡塞馬大區負責管轄，首府設於邁迪格，面積31平方公里，2014年人口56,227，人口密度每平方公里1,825人。